# Folgosinho
Folgosinho is een plaats (freguesia) in de Portugese gemeente Gouveia en telt 580 inwoners (2001).